# Macrosenta purpurascens
Macrosenta purpurascens is een vlinder uit de familie tandvlinders (Notodontidae). De wetenschappelijke naam van deze soort is voor het eerst geldig gepubliceerd in 2007 door Hacker, Fibiger & Schreier.
De soort komt voor in tropisch Afrika.